# Grazjdanskaja Oborona
Grazjdanskaja Oborona var ett ryskt punkband som bildades 1984. Gruppen var även ett av de allra första ryska punkbanden. Gruppen är också ett av de allra största ryska banden inom all typ av klassisk rock.